# العلاقات الألمانية السنغالية
العلاقات الألمانية السنغالية هي العلاقات الثنائية التي تجمع بين ألمانيا والسنغال.

## مقارنة بين البلدين
هذه مقارنة عامة ومرجعية للدولتين:
| وجه المقارنة                                              | ألمانيا                                                                              | السنغال                                              |
| --------------------------------------------------------- | ------------------------------------------------------------------------------------ | ---------------------------------------------------- |
| المساحة (كم2)                                             | 357.41 ألف                                                                           | 196.72 ألف                                           |
| عدد السكان (نسمة)                                         | 81.29 مليون                                                                          | 15.85 مليون                                          |
| الكثافة السكانية (ن./كم²)                                 | 227.44                                                                               | 80.57                                                |
| العاصمة                                                   | بون، برلين                                                                           | داكار                                                |
| اللغة الرسمية                                             | اللغة الألمانية                                                                      | لغة فرنسية، اللغة الولوفية، باديارا ‏، اللغة البلنتية |
| العملة                                                    | يورو، مارك ألماني                                                                    | فرنك غرب أفريقي                                      |
| الناتج المحلي الإجمالي (بليون دولار)                      | 3.68 تريليون                                                                         | 16.37 مليار                                          |
| الناتج المحلي الإجمالي (تعادل القوة الشرائية) بليون دولار | 3.92 تريليون                                                                         | 36.62 مليار                                          |
| الناتج المحلي الإجمالي الاسمي للفرد دولار أمريكي          | 41.31 ألف                                                                            | 899                                                  |
| الناتج المحلي الإجمالي للفرد دولار أمريكي                 | 46.40 ألف                                                                            | 2.33 ألف                                             |
| مؤشر التنمية البشرية                                      | 0.926                                                                                | 0.466                                                |
| رمز المكالمات الدولي                                      | +49                                                                                  | +221                                                 |
| رمز الإنترنت                                              | .de                                                                                  | .sn                                                  |
| المنطقة الزمنية                                           | توقيت وسط أوروبا، ت ع م+01:00، ت ع م+02:00، توقيت أوروبا الوسطى المعياري (ت غ م +1) ‏ | 00                                                   |

## مدن متوأمة
في ما يلي قائمة باتفاقيات التوأمة بين مدن ألمانية وسنغالية:
- ترتبط زولينغن مع تييس [الإنجليزية]‏ باتفاقية توأمة.
- ترتبط زانكت إنغبرت مع ندياغانياو  [لغات أخرى]‏ باتفاقية توأمة.

## منظمات دولية مشتركة
يشترك البلدان في عضوية مجموعة من المنظمات الدولية، منها:
| علم المنظمة | اسم المنظمة                                                | تاريخ انضمام ألمانيا | تاريخ انضمام السنغال |
| ----------- | ---------------------------------------------------------- | -------------------- | -------------------- |
|             | مؤسسة التمويل الدولية                                      | 20 يوليو 1956        | 31 أغسطس 1962        |
|             | منظمة حظر الأسلحة الكيميائية                               | 29 أبريل 1997        | ?                    |
|             | يونسكو                                                     | 11 يوليو 1951        | 10 نوفمبر 1960       |
|             | البنك الإفريقي للتنمية                                     | ?                    | ?                    |
|             | الاتحاد الدولي للاتصالات                                   | 1866                 | 15 نوفمبر 1960       |
|             | الأمم المتحدة                                              | 18 سبتمبر 1973       | 28 سبتمبر 1960       |
|             | منظمة الشرطة الجنائية الدولية                              | ?                    | ?                    |
|             | البنك الدولي للإنشاء والتعمير                              | 14 أغسطس 1952        | 31 أغسطس 1962        |
|             | العملية المشتركة للاتحاد الأفريقي والأمم المتحدة في دارفور | ?                    | ?                    |
|             | الاتحاد البريدي العالمي                                    | 1 يوليو 1875         | ?                    |
|             | مؤسسة التنمية الدولية                                      | 24 سبتمبر 1960       | 31 أغسطس 1962        |
|             | منظمة التجارة العالمية                                     | ?                    | ?                    |
|             | الفريق المعني برصد الأرض                                   | ?                    | ?                    |
|             | المركز الدولي لتسوية المنازعات الاستشارية                  | 18 مايو 1969         | 21 مايو 1967         |
|             | وكالة ضمان الاستثمار متعدد الأطراف                         | 12 أبريل 1988        | 12 أبريل 1988        |

## أعلام
هذه قائمة لبعض الشخصيات التي تربطها علاقات بالبلدين:
- كارل هاينز هوبر (3 ديسمبر 1956[34][35] – )
- ليروي ساني (لاعب كرة قدم ألماني، 11 يناير 1996[36] – )
- ماودو لو (لاعب كرة سلة ألماني، 31 ديسمبر 1992 – )

## وصلات خارجية
- موقع وزارة الخارجية الألمانية
- موقع وزارة الخارجية السنغالية